# 辻堂神台
辻堂神台（つじどうかんだい）は、神奈川県藤沢市の地名。現行行政町名は辻堂神台1丁目および辻堂神台2丁目。住居表示実施済み区域。郵便番号は251-0041（藤沢郵便局管区）。

## 地理
藤沢市の西部に位置する。北に国道1号、南に辻堂駅が置かれる。北は城南、東は羽鳥および辻堂新町、南は辻堂、西は茅ヶ崎市赤松町と隣接する。南から順に1丁目および2丁目が配される。1丁目は湘南C-Xとしてほぼ全域が再開発されている。

## 歴史
北に東海道（現在の国道1号）があり、北西に東海道から分かれる大山街道（現在の神奈川県道44号伊勢原藤沢線）の起点がある。
平安時代は、大庭御厨の一部で伊勢神宮の荘園であった。江戸時代は、近傍に小和田宿（藤沢宿と平塚宿の間の宿）があった。辻堂駅開業後は、京浜工業地帯の一部として工場が多く置かれた。現在は、1丁目の関東特殊製鋼跡地を湘南C-Xとして再開発中。

### 沿革
- 平安時代中期（10世紀） - 相模国高座郡土甘（とかみ・となみ）郷の一部となる。
- 1104年（長治元年）ころ - 鎌倉景正が大庭御厨を開拓し、その一部となる。
- 鎌倉時代 - 辻堂および茅ヶ崎を含む広域の地名で「八的ヶ原」（やまとがはら）、後に「八松ヶ原」（やつまつがはら）と呼ばれる。

- 1873年（明治6年）5月1日 - 神奈川県が区番組制を施行し、辻堂村は第17大区となる。小字および地番が制定される。
- 1878年（明治11年）11月18日 - 郡区町村編制法により、行政区画としての高座郡辻堂村が編成され、この地はその一部となる。
- 1889年（明治22年）4月1日 - 町村制が施行され、辻堂村、大場村、羽鳥村および稲荷村が合併し、神奈川県高座郡明治村となる。
- 1908年（明治41年）4月1日 - 明治村、藤沢大坂町および鵠沼村が合併して、藤沢町となる。
- 1916年（大正5年）12月1日 - 辻堂駅が開業。
- 1938年（昭和13年）10月 - 関東特殊製鋼が辻堂工場を、大字辻堂字初タラ1,110番地（後の辻堂神台一丁目3-1）に竣工。
- 1940年（昭和15年）10月1日 - 藤沢町が市政を敷き、藤沢市となる。
- 1943年（昭和18年）10月1日 - 当地に、日本海軍第一衣糧廠辻堂支廠（後に、片倉製糸工場となる。）が設置される。
- 1944年（昭和19年）7月30日 - 関東特殊製鋼辻堂工場がアメリカ軍から空襲される[6]。
- 1945年（昭和20年）12月18日 - 辻堂駅で爆発事故が発生。
- 1947年（昭和22年） - 協同油脂が辻堂工場を、大字辻堂字初タラ891番地（後の辻堂神台一丁目4-1）に竣工。
- 1968年（昭和43年）10月1日 - 辻堂神台一丁目および二丁目を新設[7]。
- 2001年（平成13年）3月16日 - 関東特殊製鋼本社工場の一部46,911m2を、都市基盤整備公団へ88億4300万円で譲渡（2004年（平成16年）1月9日譲渡完了）。
- 2002年（平成14年）11月 - 関東特殊製鋼が本社所在地の全面撤退を表明。
- 2005年（平成17年）7月7日 - 関東特殊製鋼跡地の再開発地区の愛称が「湘南C-X」に決定。
- 2007年（平成19年）11月26日 - 辻堂駅北口バスターミナルを仮設の交通広場に移設。
- 2009年（平成21年）3月11日 - 辻堂駅北口交通広場供用開始。

### 町名の変遷
| 実施後         | 実施年月日    | 実施前（各字名ともその一部）                         |
| -------------- | ------------- | ---------------------------------------------------- |
| 辻堂神台一丁目 | 1968年10月1日 | 大字辻堂字熊ノ森・字堺田・字初タラ・字土打・字東神台 |
| 辻堂神台二丁目 | 1968年10月1日 | 大字辻堂字西神台・字東神台・字土打、大字羽鳥字四ッ谷 |

## 世帯数と人口
2023年（令和5年）9月1日現在（藤沢市発表）の世帯数と人口は以下の通りである。
| 丁目           | 世帯数    | 人口    |
| -------------- | --------- | ------- |
| 辻堂神台一丁目 | 519世帯   | 1,254人 |
| 辻堂神台二丁目 | 1,076世帯 | 2,061人 |
| 計             | 1,595世帯 | 3,315人 |

### 人口の変遷
国勢調査による人口の推移。
| 年                 | 人口  |
| ------------------ | ----- |
| 1995年（平成7年）  | 994   |
| 2000年（平成12年） | 1,228 |
| 2005年（平成17年） | 1,239 |
| 2010年（平成22年） | 1,667 |
| 2015年（平成27年） | 3,078 |
| 2020年（令和2年）  | 3,334 |

### 世帯数の変遷
国勢調査による世帯数の推移。
| 年                 | 世帯数 |
| ------------------ | ------ |
| 1995年（平成7年）  | 412    |
| 2000年（平成12年） | 535    |
| 2005年（平成17年） | 541    |
| 2010年（平成22年） | 754    |
| 2015年（平成27年） | 1,392  |
| 2020年（令和2年）  | 1,566  |

## 事業所
2021年（令和3年）現在の経済センサス調査による事業所数と従業員数は以下の通りである。
| 丁目           | 事業所数  | 従業員数 |
| -------------- | --------- | -------- |
| 辻堂神台一丁目 | 321事業所 | 5,984人  |
| 辻堂神台二丁目 | 110事業所 | 1,815人  |
| 計             | 431事業所 | 7,799人  |

### 事業者数の変遷
経済センサスによる事業所数の推移。
| 年                 | 事業者数 |
| ------------------ | -------- |
| 2016年（平成28年） | 369      |
| 2021年（令和3年）  | 431      |

### 従業員数の変遷
経済センサスによる従業員数の推移。
| 年                 | 従業員数 |
| ------------------ | -------- |
| 2016年（平成28年） | 7,439    |
| 2021年（令和3年）  | 7,799    |

## 交通

### 鉄道
- 東日本旅客鉄道
  - 東海道本線 - 辻堂駅

### 道路
- 国道1号
- 神奈川県道307号辻堂停車場羽鳥線
- 神奈川県道308号辻堂停車場辻堂線

## 施設
- 横浜地方法務局湘南支局

## その他

### 日本郵便
- 郵便番号 : 251-0041[3]（集配局 : 藤沢郵便局[16]）。